# Enrique Seoane Ros
Enrique Buenaventura Juan Seoane Ros (Lima, 12 de enero de 1915-26 de julio de 1980) fue un destacado arquitecto peruano cuyas obras se caracterizaron por reinterpretar la modernidad y dotarla de identidad peruana. Su amplia producción arquitectónica abarcó viviendas unifamiliares, multifamiliares y edificios de oficinas tanto públicos como privados, muchos de ellos considerados emblemáticos y construidos principalmente en Lima. Aunque inicialmente su arquitectura fue de tendencia neocolonial, mudó hacia lo moderno durante la mayor parte de su carrera y solo en sus últimos años experimentó una transición hacia el posmodernismo. Su producción arquitectónica se caracterizó por una constante búsqueda de raíces peruanas a través del uso de elementos ornamentales inspirados en la arquitectura del antiguo Perú. El carácter y originalidad de su labor arquitectónica le valió el Premio Nacional “Chavín” en 1950 y 1953.
Además de su actividad proyectual, Seoane ejerció la docencia universitaria, primero en la Universidad Nacional de Ingeniería (1946-1957), y tras una breve experiencia profesional en Panamá, ingresó como docente en la Universidad Nacional Federico Villarreal en 1975, donde permaneció hasta su fallecimiento, a la edad de 65 años. Dada su trascendencia en el marco de la arquitectura peruana, Seoane ha sido objeto de libros y publicaciones académicas, siendo un referente imprescindible para los arquitectos peruanos.

## Primeros años y educación

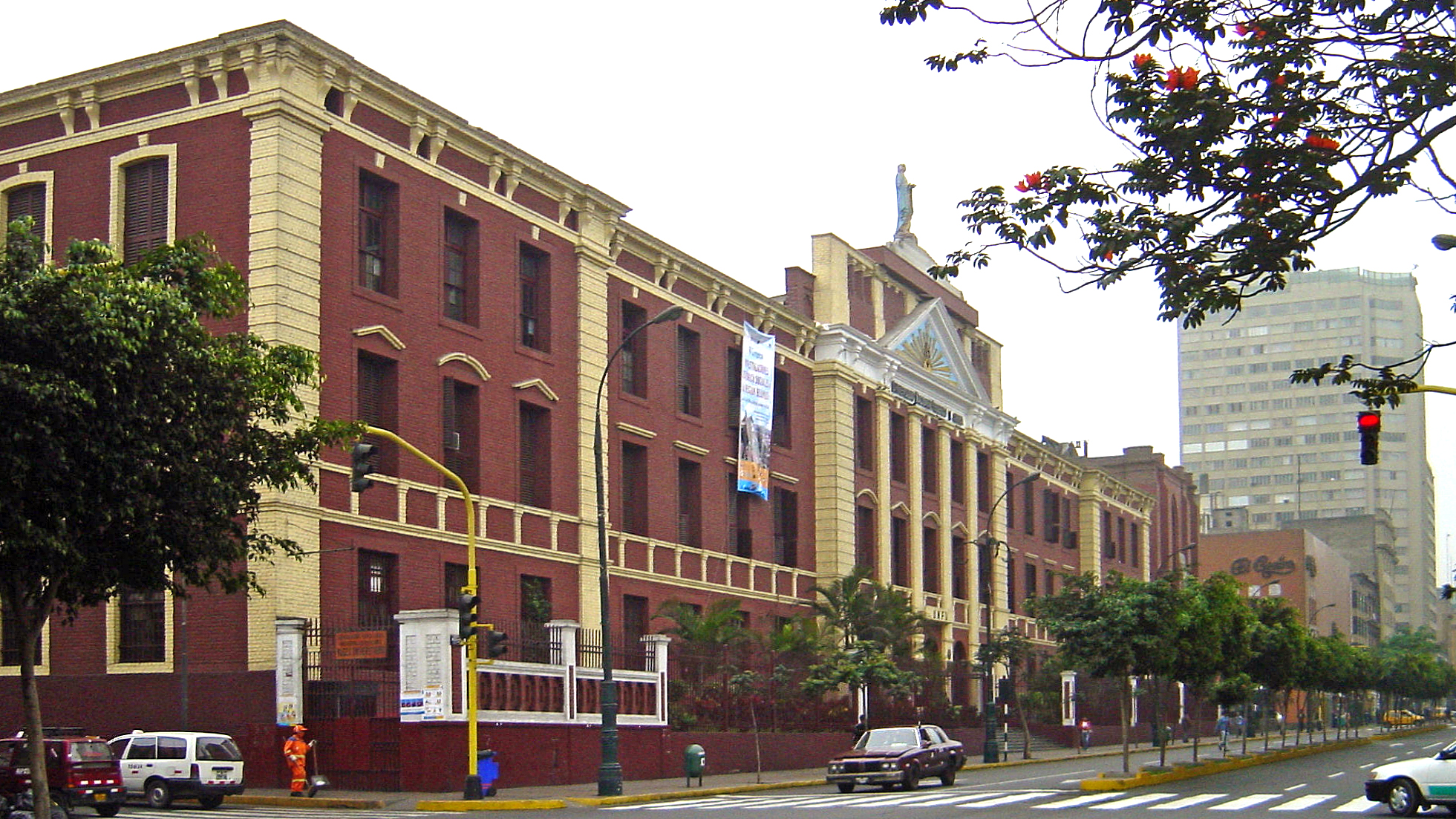
Antigua sede del Colegio de la Inmaculada en el centro de Lima, donde Enrique Seoane cursó sus estudios escolares. Actualmente el edificio alberga a la Universidad Federico Villarreal.

Enrique Seoane fue el tercero de los siete hijos del matrimonio entre el diplomático y político peruano Buenaventura Guillermo Seoane García y la dama española afincada en Filipinas Rosario Ros Gutiérrez. Buenaventura Seoane, quien prestó servicio durante el gobierno del presidente Augusto B. Leguía, conoció a su esposa durante una misión diplomática en Hong Kong y se casó con ella en 1910 en Lima, ciudad donde la pareja se estableció. Enrique nació en Lima el 12 de enero de 1915 y siguió sus estudios escolares en el jesuita Colegio de la Inmaculada, en donde fue un alumno siempre premiado por su asistencia y puntualidad. En su niñez y adolescencia pudo conocer ciudades como Arequipa y Ayacucho debido al trabajo de su padre, experiencias que le permitieron entrar en contacto con la riqueza cultural peruana. De niño Seoane mostró interés por el dibujo y el arte, mientras que de adolescente manifestó vocación por la pintura. Finalmente, al terminar su etapa escolar, optó por estudiar la especialidad de arquitectura. 
En 1934 Seoane ingresó a la Escuela Nacional de Ingenieros, antecesora de la actual Universidad Nacional de Ingeniería, donde recibió una formación basada en la arquitectura clásica académica. En los años en que Seoane fue estudiante, la enseñanza de la arquitectura en la Escuela de Ingenieros iniciaba un proceso de reforma que buscaba dotar al currículo de un perfil más equilibrado entre lo técnico y lo artístico, en consecuencia se incrementó la carga horaria de los cursos de arquitectura dando más importancia al proyecto arquitectónico. Además de estos cambios, durante el último año de estudios de Seoane, se creó el curso de Arquitectura de la Colonia, el cual a diferencia de las demás asignaturas hacía énfasis en el conocimiento de la historia arquitectónica local. Entre los profesores de los principales cursos de la carrera figuraban los arquitectos Rafael Marquina, Ricardo Malachowski y Héctor Velarde. Aunque como estudiante Seoane destacó por su habilidad para el dibujo, la composición y el diseño, sus calificaciones no fueron las más altas debido a que tuvo que dedicar parte de su tiempo al trabajo como profesor de matemáticas y en su último año como practicante para poder solventar la difícil situación que atravesaba su familia. En 1938 Seoane concluyó sus estudios y se graduó en 1944 realizando el diseño de una capilla para Ancón como proyecto de fin de carrera, el cual le mereció la calificación de 16/20. Obtuvo así el título de Arquitecto-Constructor.

## Trayectoria profesional
En la trayectoria de Enrique Seoane se suelen reconocer tres etapas definidas por sus distintos estilos arquitectónicos. Su primera etapa fue la neocolonial, la cual desarrolla aproximadamente entre los años 1939-1945; el segundo momento, entre 1940 y 1970, se caracterizó por una arquitectura moderna, y por presentar en un inicio un estilo de transición, marcado por ambas corrientes. Por último, entre 1971 y 1980, se evidenció su acercamiento al posmodernismo.

### Primera etapa

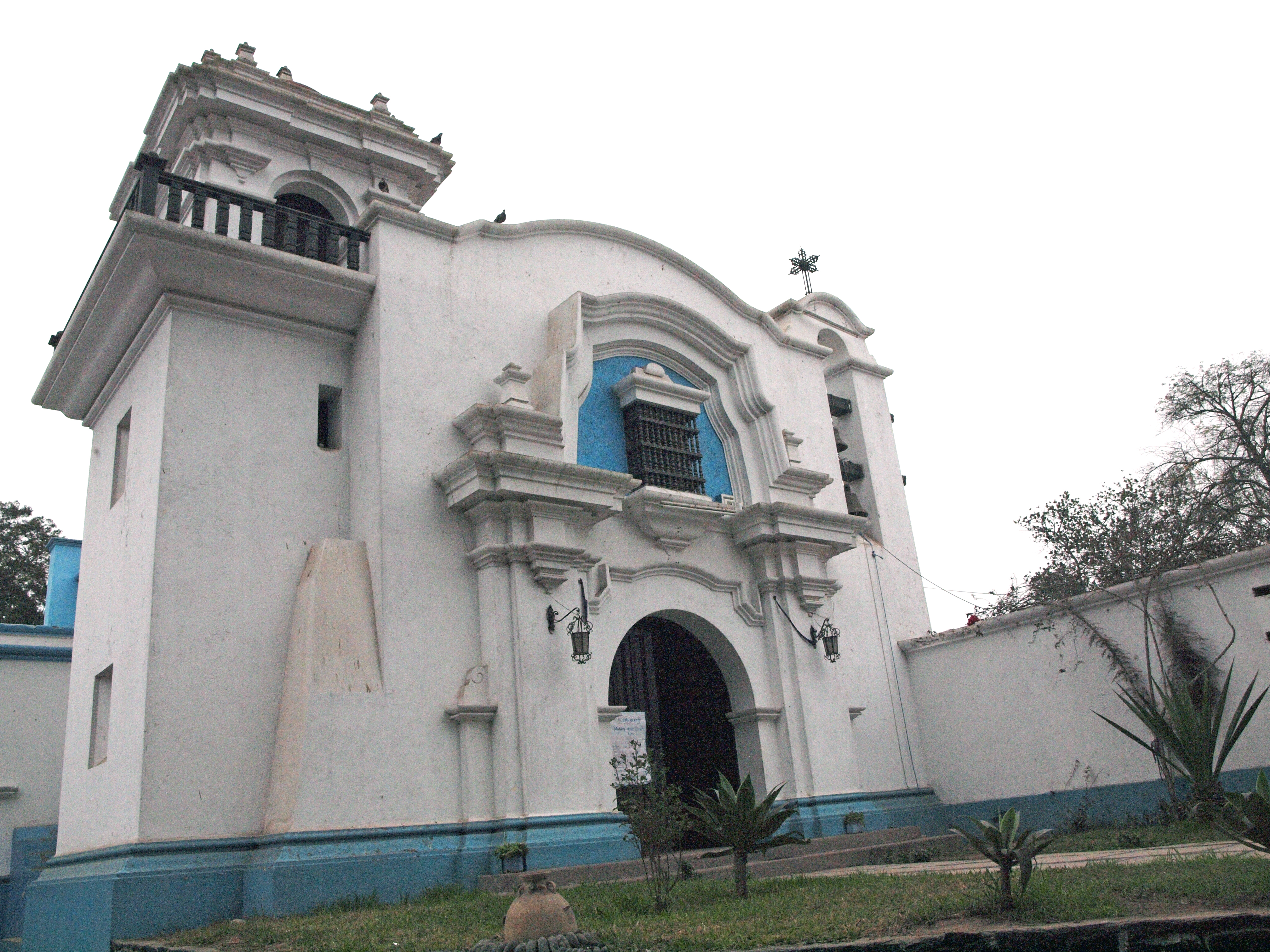
Las primeras obras de Seoane fueron realizadas en el estilo neocolonial, como la capilla de la hacienda Huando.

La actividad profesional de Enrique Seoane empezó poco antes de concluir su carrera, en 1937, cuando inició sus prácticas pre-profesionales en el estudio de Guillermo Payet. En 1938 empezó a trabajar con los arquitectos Álvarez Calderón y Emilio Harth-Terré, de marcada tendencia neocolonial. Según el arquitecto José Bentín Diez Canseco, este hecho, junto con la influencia del estilo neoperuano promocionado por el escultor español Piqueras Cotolí, fue esencial para el desarrollo de Seoane en su primera etapa como arquitecto egresado. Es en colaboración con estos dos arquitectos que participó en los concursos para los hoteles de turistas del Cusco y Arequipa, proyectos que le permiten desarrollar una propuesta neocolonial. Posteriormente, entre 1939 y 1944 ingresó a trabajar en a la firma GRAMONVEL (hoy Graña y Montero), en donde mostró en mayor amplitud el estilo que lo caracterizó en esta primera etapa. A pesar de que su obra evidenciaba la presencia de dos influencias, la neoperuana y la neocolonial, se le reconoce más como exponente de esta última, bastante popularizada en el Perú de los años treinta y cuarenta y que se había posicionado desplazado al estilo académico. Dos de los inmuebles que ejemplifican esta primera etapa son la Hacienda Huando y la Iglesia de Ancón. Diseñó también bajo esta influencia el Edificio Rizo Patrón, que creado entre 1939 y 1940, fue premiado por la Municipalidad de Lima durante las Fiestas Patrias de 1940. 

### Segunda etapa

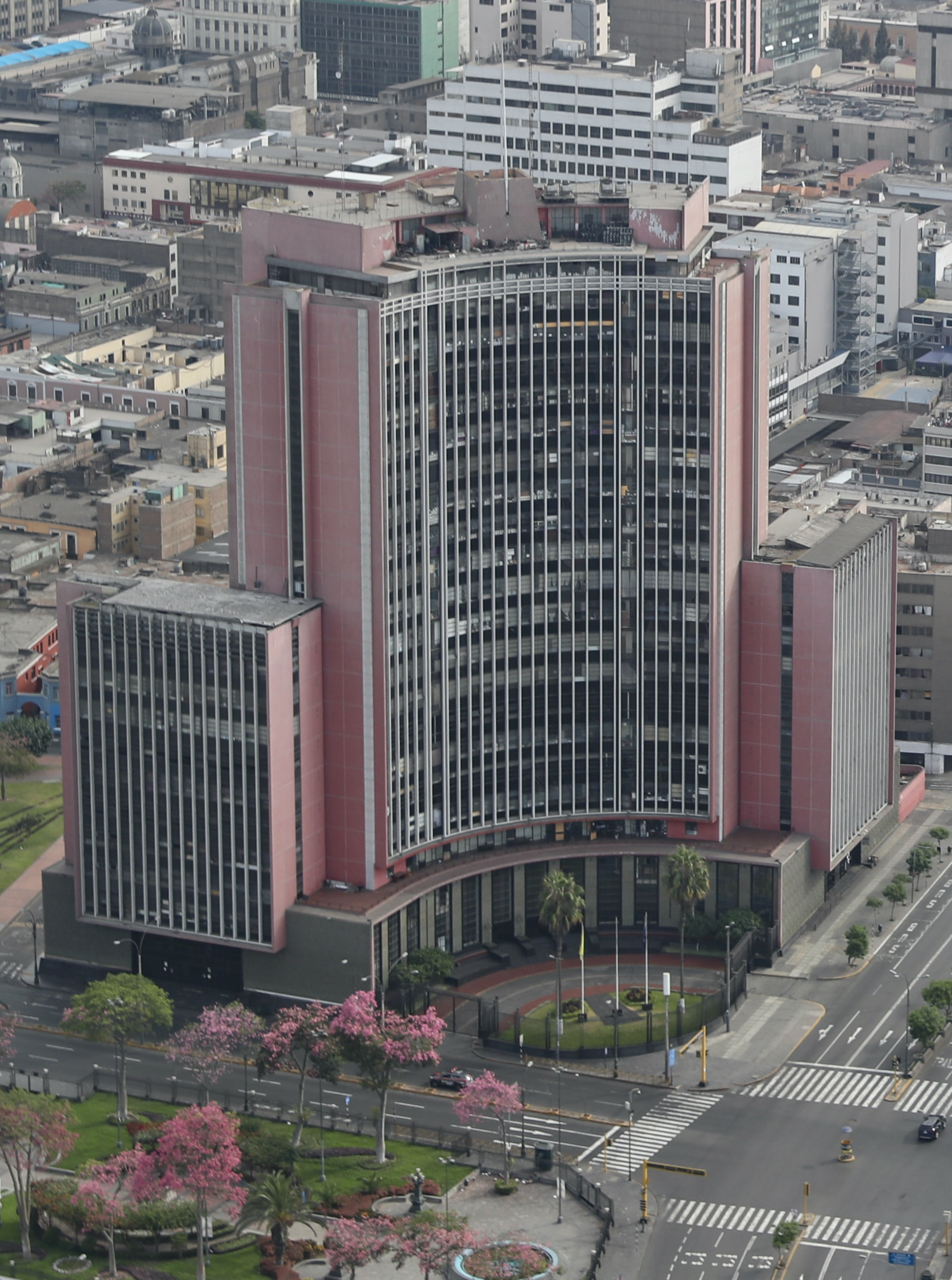
Construido con estructura de acero y terminado en 1956, el edificio del Ministerio de Educación fue en su momento el más alto del Perú y es una de las obras más emblemáticas de Enrique Seoane. En la actualidad es ocupado por el Poder Judicial del Perú.

Los inicios de la segunda etapa de su arquitectura se desarrollaron entre las tendencias neocolonial y moderna. Tanto en esta etapa como en el resto, Seoane demostró su versatilidad en el dominio de diversos lenguajes arquitectónicos y en el manejo de propuestas con inspiraciones diversas y aparentemente contrapuestas;  creó así un estilo propio, utilizando componentes extranjeros y locales. Dentro de este estilo de transición destacan ciertos proyectos como el edificio Tacna-Nazarenas, ubicado en el cruce de las avenidas Tacna y Huancavelica, el edificio Wilson y algunas viviendas unifamiliares.
En los años cuarenta, la problemática urbana ligada al saneamiento, habitación, trabajo, esparcimiento y transporte se hicieron mucho más evidentes y fueron el terreno perfecto para la incursión en el debate público de las novedosas ideas de la arquitectura moderna. Dentro de las instituciones ligadas a la arquitectura que se crearon en esta época, es imposible dejar de mencionar a la Agrupación Espacio, grupo activo entre 1947 y 1955 que dedicó parte importante de sus esfuerzos a la difusión y posicionamiento de la arquitectura funcionalista y la pintura abstracta en Lima. En 1947, este grupo conformado por reconocidos arquitectos y artistas varios, redactó un famoso manifiesto, el cual Seoane apoyó, pero no firmó. En realidad, nunca llegó a formar parte de la Agrupación Espacio, quizás debido a su inclinación por desenvolverse más como diseñador que como teórico de la arquitectura.
Su ingreso de lleno hacia una fase moderna implicó dejar de lado la arquitectura figurativamente peruana, pero sin desvincularse de los componentes prehispánicos de su cultura. Esta última afirmación se evidenció en el proyecto del Ministerio de Educación, emblemático edificio de la Lima contemporánea, cuya fachada muestra elementos que evocan formas usadas en el Perú Antiguo. Seoane desarrolla entonces una arquitectura moderna pero a la vez de contenido peruanista, vale decir regional y moderno. Otros inmuebles que forman parte de este periodo son el Banco Wiese, el Banco Comercial, el edificio Ostolaza y el Edificio Diagonal.

### Tercera etapa

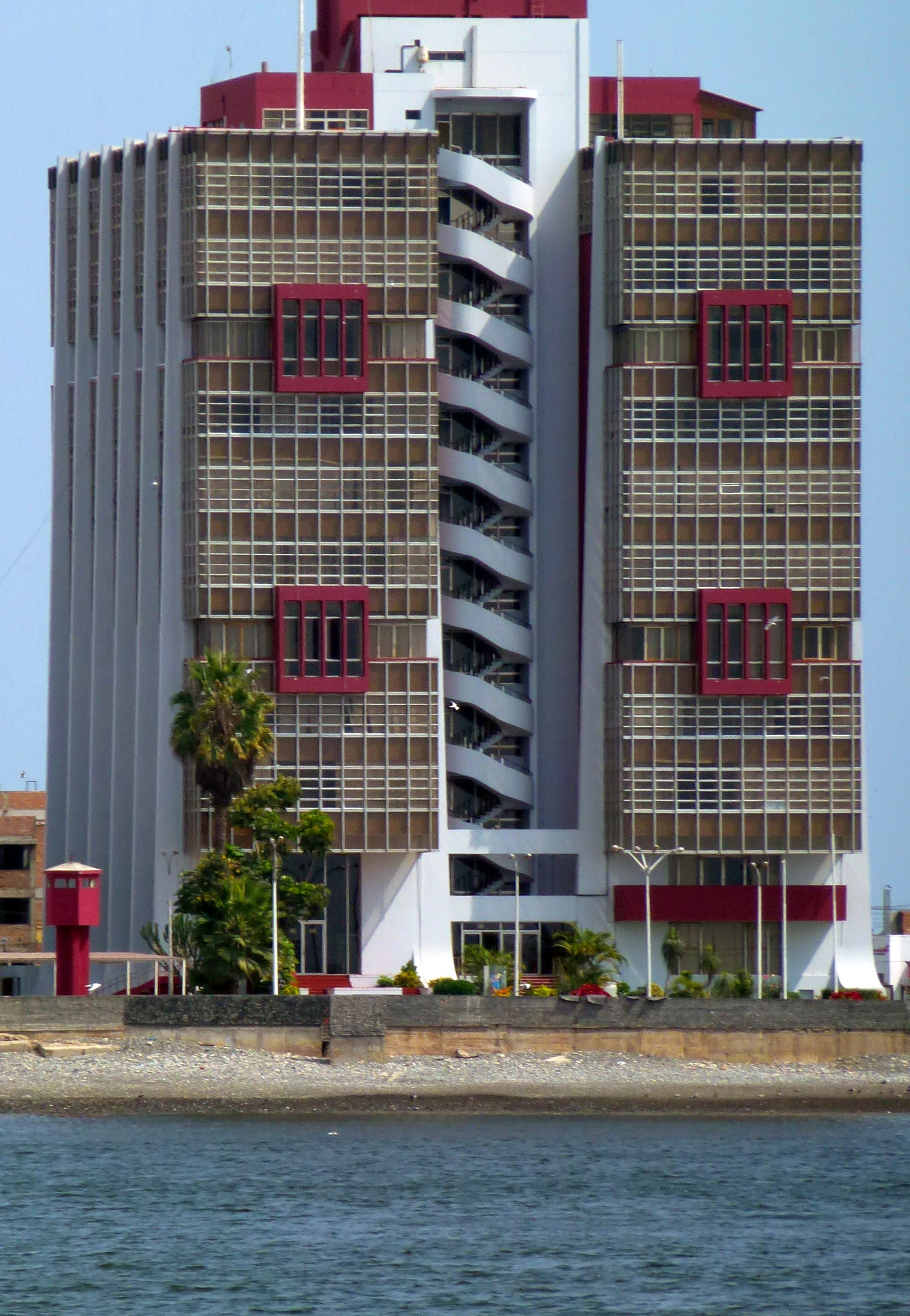
En sus últimos años predominó una tendencia posmodernista en la obra de Seoane, como se evidencia en el edificio de la Compañía Peruana de Vapores de 1973.

En su última etapa de vida profesional, destaca su acercamiento al posmodernismo, ya que al igual que otros arquitectos peruanos, ensayó nuevos estilos constructivos, como el neobrutalismo o el neoexpresionismo. Una obra que ejemplifica este periodo es el Hotel César's. Cabe agregar que muchos de sus trabajos en esta época fueron realizados en Panamá, donde parte buscando nuevos horizontes, pues en el Perú, su obra era subvaluada. Entre sus obras panameñas se encuentran los edificios Carfa, Solymar, Torres Mariana, y el proyecto para el Hotel Sheraton.
A pesar de esta variada trayectoria, para algunos el periodo neocolonial de Seoane es el más importante; sin embargo, no debe ignorarse que en su etapa moderna su búsqueda por una identidad nacional en la arquitectura, alcanza su madurez plena, porque obtiene la continuidad histórica de nuestra arquitectura mediante el uso de proporciones, escalas, composiciones y colores de la arquitectura peruana de siempre con un lenguaje contemporáneo.
A lo largo de su trayectoria, construyó emblemáticos edificios limeños, entre los que destacan el Wilson, Fénix, Diagonal o el Ministerio de Educación. Además de esta actividad proyectual, Seoane ejerció la docencia universitaria, primero en la Universidad Nacional de Ingeniería (1946-1957), y tras su breve experiencia profesional en Panamá, ingresó como docente en la Universidad Nacional Federico Villarreal en 1975, donde permaneció hasta su fallecimiento, a la edad de 65 años.
Seoane se erige así como símbolo de una modernidad con identidad peruana. Para José Bentín Diez Canseco, principal biógrafo de Enrique, el trabajo de Seoane trasciende debido a su arquitectura de raíces peruanas. Su producción arquitectónica se caracterizó por la constante búsqueda de tales raíces, que realizó a través del uso de elementos ornamentales inspirados en la arquitectura del antiguo Perú. El carácter y originalidad de su labor arquitectónica le valió, en otros tantos reconocimientos, el Premio Nacional “Chavín” en 1950 y 1953. Como indica Bentín “[...] mientras la arquitectura académica nacional copiaba patrones europeos [...] Seoane buscó la inspiración en las raíces netamente nacionales, utilizando soluciones, tipologías y ornamentaciones que habían existido antes, pero recreándolas, mejorándolas, abstrayéndolas cada vez más hacia sus últimas obras. Es evidente que no cerró su mente a las innovaciones tecnológicas sino más bien las incorporó a sus diseños y, como se ha mencionado, algunas de sus soluciones fueron pioneras en el Perú” 

## Trascendencia
Calificado como el arquitecto peruano del siglo XX con mayor trascendencia proyectual en su país, la obra de Seoane y su papel en la arquitectura de la Lima moderna ha sido revalorada por arquitectos y por el propio Estado Peruano.
Respecto a este último punto, a inicios del 2020, el Ministerio de Cultura del Perú declaró como Patrimonio Cultural de la Nación (Perú) al edificio del MInisterio de Educación, desarrollado por Seoane entre los años 1951 y 1956, ubicado en la intersección de las avenidas Abancay y Nicolás de Piérola. Según especifica la resolución de su nombramiento, la edificación constituye "un testimonio de la arquitectura civil pública del movimiento moderno vinculado a la construcción de grandes edificios del Estado al servicio de la administración de mediados del siglo XX, ubicado dentro del proceso de renovación urbana del Centro Histórico de Lima".
Por otra parte, desde el año 2013, la Universidad de Piura (UDEP) cuenta con el legado completo de planos y archivos del arquitecto, gracias a una donación de sus descendientes.

## Reconocimientos
Receptor del Premio Nacional “Chavín” en 1950 (en reconocimiento por el edificio Fénix, creado entre los años 1945 y 1948) y otra vez en 1953.
Premio otorgado por la Municipalidad de Lima en 1940 por el edificio Rizo Patrón.

## Obras seleccionadas
- Edificio Rizo Patrón, Lima (1939–1940).
- Iglesia de Ancón (1943–1944).
- Edificio Tacna-Nazarenas, Lima (1945–1946).
- Edificio Wilson, Lima (1945–1946).
- Edificio Compañía de Seguros La Nacional, Lima (1947–1948).
- Edificio del Ministerio de Educación, Lima (1951–1956).
- Edificio Diagonal, Miraflores, Lima (1952–1954).
- Iglesia del Pilar, Arequipa (1953).
- Edificio Limatambo, San Isidro, Lima (1953–1954).
- Edificio del Banco Wiese, Lima (1957–1965).
- Cámara de Comercio del Callao (1966–1969).
- Hotel César's, con Ricardo J. Malachowski Benavides, Miraflores (1971–1974).
- Shopping Center Motta, con Ricardo J. Malachowski Benavides, Panamá (1972).
- Compañía Peruana de Vapores, con Ricardo J. Malachowski Benavides, Callao (1973).